# 初恋DOGs
『初恋DOGs』（はつこいドッグス、韓: Dog한 로맨스）は、BOHYEONの文・コンテ、MUNSSEONIの作画による韓国の漫画（ウェブトゥーン）。TBSテレビが韓国で設立しているウェブトゥーン会社Studio TooNが制作しており、韓国ではNAVER WEBTOONにて2025年3月9日から、日本では同年5月5日よりLINEマンガにて連載されている。
2025年7月より、TBS系列にてテレビドラマが放送中。

## 登場人物
花村 愛子（はなむら あいこ）
弁護士の女性。
サクラ
愛子の飼い犬。
白崎快（しろさき かい）
しろさき動物病院の院長をしている獣医。
将軍（しょうぐん）
快の飼い犬。
ウ・ソハ
大企業「ウロアグループ」の孫。経営戦略室長。

## テレビドラマ
2025年7月1日からTBS系「火曜ドラマ」枠にて放送中。主演は清原果耶。
TBSは2024年5月に韓国・CJグループのCJ ENMとの間でドラマ及び映画の共同制作で合意しており、同社傘下のドラマ制作会社であるSTUDIO Dragonが本ドラマの制作を担当する。
海外での配信も予定されており、U-NEXT及びワーナー・ブラザース・ディスカバリーとの協業により、ワーナーが展開している定額制動画配信サービス「Max」での世界配信、韓国では動画配信サービス「TVING」にてそれぞれ行われる。

### キャスト

#### 主要人物
花村愛子（はなむら あいこ）
演 - 清原果耶（幼少期：兒島百那）
敏腕離婚弁護士。
白崎快（しろさき かい）
演 - 成田凌（幼少期：諸橋顕武）
獣医で「しろさき動物病院」の院長。
ウ・ソハ
演 - ナ・イヌ
韓国からやって来た新興財閥「ウロアグループ」の御曹司。

#### しろさき動物病院
渡辺功介（わたなべ こうすけ）
演 - 萩原利久
看護師。
大城貴司（おおしろ たかし）
演 - なだぎ武
獣医師。愛妻家でムードメーカー。
杉本みちる（すぎもと みちる）
演 - 野呂佳代
ベテラン看護師。
夏木祐太郎（なつき ゆうたろう）
演 - NOA
看護師。
小笠原理世（おがさわら りよ）
演 - 円井わん
看護師。

#### 本澤・マッカーシー法律事務所
弓削留美子（ゆげ るみこ）
演 - 宮澤エマ
パラリーガルで愛子の相棒。
本澤恵太（ほんざわ けいた）
演 - 岸谷五朗
所長。
日下部謙（くさかべ けん）
演 - 宮崎秋人
パラリーガル。

#### ドッグカフェ「Lovely Tails Cafe」
宮瀬優香（みやせ ゆうか）
演 - 深田恭子
快の動物病院の近くにあるドッグカフェの店長。快のことをよく知る人物。
三杉加奈（みすぎ かな）
演 - 永瀬莉子
店員。

#### その他
花村千佳子（はなむら ちかこ）
演 - 坂井真紀
愛子の母。
サクラ
演 - mie
愛子の愛犬。
将軍（しょうぐん） / ロッキー
演 - レオ
快の愛犬。
ソン・ヨンス
演 - ジン・デヨン
ソハの秘書。
須賀史人
演 - 西優行
快と知り合い。
今井雄介
演 - 島田裕仁
快と知り合い。
ウ・グワン
演 - キム・イヌ（김인우）
ウ・ソハの父。
ウ・ソヨン
演 - ハン・ジウン（한지은）

ウ・ソジン
演 - チャ・ハギョン（차학연）

佐々木竜太郎
演 - 柾賢志
獣医。

#### ゲスト

##### 第1話
チェ・ハヨ
演 - イ・ミヨン（이미연）

##### 第2話
花村辰巳
演 - 橋本拓也
愛子の父。
井口美喜子
演 - 金沢涼恵

##### 第3話
井上せり
演 - 夏目乃碧
しろさき動物病院に運ばれた患畜「ルル」の家族。
井上せりの親
演 - 千葉誠太郎

##### 第4話
悠月
演 - 岡谷瞳
しろさき動物病院の患畜「モカ」の飼い主。
緒方
演 - 苗代泰地
花村愛子に妻の浮気を相談する。

##### 第5話
珠代
演 - 伊藤麻実子
捨てられた子猫たちをしろさき動物病院に連れて来る。

### スタッフ
- 原案 - 『DOG한 로맨스』（Studio TooN・LINEマンガ連載中）[4]
- 脚本 - 金子ありさ[4]
- 音楽 - 大間々昂[12]
- 主題歌 - SEVENTEEN「愛が通り過ぎた跡」（HYBE JAPAN）[5]
- 動物病院監修 - 有藤翔平（日本動物医療センター）
- 法律監修 - 國松崇
- 演出 - 岡本伸吾、ノ・ヨンソプ（STUDIO DRAGON）、伊東祥宏[4]
- プロデューサー - 宮﨑真佐子、荒木沙耶、車賢智[4]
- 協力プロデューサー - キム・ギョレ（STUDIO DRAGON）[4]
- 共同制作 - STUDIO DRAGON[4]
- 製作著作 - TBS[3]

### 放送日程
| 話数                                                                     | 放送日  | サブタイトル                                         | 演出         | 視聴率 |
| ------------------------------------------------------------------------ | ------- | ---------------------------------------------------- | ------------ | ------ |
| 第1話                                                                    | 7月01日 | こじらせ大人たちの国を越えた初恋物語                 | 岡本伸吾     | 5.8％  |
| 第2話                                                                    | 7月08日 | それって、初恋…? 御曹司と横浜デート                  | ノ・ヨンソプ |        |
| 第3話                                                                    | 7月15日 | 恋と友情の始まり!? 俺を信じてほしい!                 | 岡本伸吾     |        |
| 第4話                                                                    | 7月22日 | 男同士の同居開始!? 花火の夜の告白                    |              |        |
| 第5話                                                                    | 7月29日 | あなたが初恋の人です…告白の夜!                       |              |        |
| 第6話                                                                    | 8月05日 | 姉襲来で大波乱!? 僕はあなたが好き?                   |              |        |
| 第7話                                                                    | 8月12日 | 海辺の素直なキス―これは本能です!?                    | 岡本伸吾     | 4.1％  |
| 第8話                                                                    | 8月19日 | 三角関係が崩壊…!? 男同士のケンカ勃発でさよなら恋心…! | ノ・ヨンソプ |        |
| 平均視聴率 %（視聴率はビデオリサーチ調べ、関東地区・世帯・リアルタイム） |         |                                                      |              |        |

## スピンオフドラマ
オリジナルサイドストーリー『初恋アンダーDOGs〜負け犬と初恋〜』7月8日から、TVer、TBS FREE、U-NEXTが先行配信された。主演は萩原利久。
キャスト
- 渡辺功介- 萩原利久
- 杉本みちる- 野呂佳代
- 大城貴司- なだぎ武
- 小笠原理世- 円井わん
- 夏木祐太郎- NOA

スタッフ（スピンオフドラマ）
- 脚本 - 澤田航太
- プロデューサー - 荒木沙耶、宮﨑真佐子
- 演出 - 伊藤弘晃、馬田翔永
- 製作著作 - TBS

| TBS系 火曜ドラマ                                               | TBS系 火曜ドラマ             | TBS系 火曜ドラマ                                       |
| 前番組                                                         | 番組名                       | 次番組                                                 |
| -------------------------------------------------------------- | ---------------------------- | ------------------------------------------------------ |
| 対岸の家事 〜これが、私の生きる道!〜 （2025年4月1日 - 6月3日） | 初恋DOGs （2025年7月1日 - ） | じゃあ、あんたが作ってみろよ （2025年10月 - 〈予定〉） |